# Cèl·lula de Paneth
Les cèl·lules de Paneth són cèl·lules que es troben a les criptes de Lieberkühn de la túnica mucosa de l'intestí prim. En el citoplasma contenen grànuls de secreció proteics. Secreten lisozima que és capaç de destruir la paret bacteriana regulant d'aquesta manera la Microbiota intestinal. Per sota de les cèl·lules de Paneth trobem un corion de teixit conjuntiu. Gossos i gats no presenten cèl·lules de Paneth.